# Conguitos
Conguitos és una marca de productes de xocolata de l'empresa Lacasa. Existeixen diferents varietats, però bàsicament es tracta de cacauets coberts de xocolata negra o blanca.

## Història
Els Conguitos van ser creats per un confiter anomenat Federico Díaz Martínez, i inscrits el 25 de març de 1963 en el Registre de la Propietat Industrial.

### Litigi ambChimpancitos
Cap a finals de 1965, o principis de 1966, l'industrial Francisco Jerez Ortiz comença a comercialitzar a Madrid cacauets banyats en xocolata. El producte va rebre el nom de Chimpancitos, amb bosses de plàstic que imitaven els colors i grafismes dels envasos de Conguitos. La similitud del producte de Francisco originava confusió en el públic, preferentment infantil, al què anava destinada la mercaderia.
Federico Díaz es va querellar contra Francisco Jerez, i la Audiència Provincial de Madrid va condemnar al darrer, com a autor d'un delicte d'infracció de la propietat industrial, a un mes i un dia d'arrest, a una multa de deu mil pessetes i a pagar una indemnització a Díaz d'acord amb els perjudicis inferits, que seria fixada en execució de sentència.

### Adquisició per Lacasa
El naixement dels Lacasitos en 1982, i l'adquisició dels Conguitos en 1987 per part de Lacasa van marcar una nova etapa d'èxit i expansió per a aquesta empresa. Els Conguitos ja gaudien de gran popularitat abans de l'adquisició, i Lacasa es va encarregar de rellançar-los amb una notòria campanya publicitària i l'expansió a Portugal.

## Publicitat
La imatge del producte, una caricatura d'aborigen negre, somrient i de bona vida, batejat per José Luis Izaguerri com conguito, va ser creada el 1961 pel publicista aragonès Juan Tudela Férez, en el que fou el seu primer treball d'il·lustrador per a una agència de Saragossa. La idea venia influenciada per la recent independència del Congo belga.
Per als anuncis en televisió es creà una cançó on es definia als Conguitos com vestits de xocolata amb cos de cacauet. La campanya publicitària fou tan reeixida que prompte hi hagué més demanda del producte que el que l'empresa podia abastir.
El disseny va canviar al llarg de la història per anar adaptant-se als temps, sent un dels canvis més notables la substitució de la llança tribal per una mà amb el dit polze aixecat en senyal d'aprovació.

### Acusacions de racisme
En diverses ocasions s'ha criticat la imatge de la marca, en considerar que s'utilitzen estereotips racistes. Argumenten que promou la caricatura de l'estereotip negre jovial i ximple, contenint diversos elements típics de la caricaturització negra, com la boca exagerada.
En un antic anunci de televisió, realitzat en els anys 60, es veu a uns Conguitos animats, parlant una llengua inintel·ligible mentre passegen per un poblat africà, que són agafats i menjats per una gegantina mà blanca. Posteriorment, s'han realitzat campanyes amb representacions de persones d'origen africà més allunyades del tòpic colonial. Als anys 90 feren un reeixit anunci que representava a grans celebritats negres, com Tina Turner o Stevie Wonder, en forma de Conguitos de dibuixos animats, cantant i ballant la cançó promocional. Tot i que a partir del segle XXI les campanyes de publicitat es basen cada vegada menys en estereotips racials, tant el nom com el logotip del producte s'ha mantingut amb poques variacions.
Arran de la crisi de Black Lives Matter, l'empresa productora va haver d'aclarir que la mascota representa dos cacauets coberts de xocolata, i no cap tipus de persona.